# Eilema incurvata
Eilema incurvata là một loài bướm đêm thuộc phân họ Arctiinae, họ Erebidae.